# Olympische Sommerspiele 2008
| Medaillenspiegel               | Medaillenspiegel   | Medaillenspiegel | Medaillenspiegel | Medaillenspiegel | Medaillenspiegel |
| Platz                          | Land               | G                | S                | B                | Ges.             |
| ------------------------------ | ------------------ | ---------------- | ---------------- | ---------------- | ---------------- |
| 1                              | China              | 48               | 22               | 30               | 100              |
| 2                              | Vereinigte Staaten | 36               | 39               | 37               | 112              |
| 3                              | Russland           | 24               | 13               | 23               | 60               |
| 4                              | Großbritannien     | 19               | 13               | 19               | 51               |
| 5                              | Deutschland        | 16               | 11               | 14               | 41               |
| 6                              | Australien         | 14               | 15               | 17               | 46               |
| 7                              | Südkorea           | 13               | 11               | 8                | 32               |
| 8                              | Japan              | 9                | 8                | 8                | 25               |
| 9                              | Italien            | 8                | 9                | 10               | 27               |
| 10                             | Frankreich         | 7                | 16               | 20               | 43               |
| …                              | …                  | …                | …                | …                | …                |
| 34                             | Schweiz            | 2                | 1                | 4                | 7                |
| …                              | …                  | …                | …                | …                | …                |
| 64                             | Österreich         | –                | 1                | 2                | 3                |
| Vollständiger Medaillenspiegel |                    |                  |                  |                  |                  |

Die Olympischen Sommerspiele 2008 (offiziell Spiele der XXIX. Olympiade genannt) wurden vom 8. bis zum 24. August 2008 hauptsächlich in der chinesischen Hauptstadt Peking ausgetragen. Es waren die ersten Olympischen Sommerspiele in China. Den Zuschlag des Internationalen Olympischen Komitees (IOC) erhielt Peking am 13. Juli 2001.
11.126 Sportler traten in den 302 Wettbewerben aus 28 Sportarten an, womit ein Wettbewerb mehr als bei den Olympischen Sommerspielen 2004 in Athen auf dem Programm stand. 37 Wettkampfstätten wurden für die Austragung der Veranstaltungen benutzt. Ein Teil von ihnen befand sich außerhalb Pekings, so in Qingdao (Segeln), Qinhuangdao, Shanghai, Shenyang und Tianjin (alle Fußball). Neben dem Nationalen Olympischen Komitee (NOK) der Volksrepublik China war das Nationale Olympische Komitee Hongkongs Mitausrichter, da dort die Reitsportwettkämpfe stattfanden.
Gastgeberland China war mit 48 Goldmedaillen die mit Abstand erfolgreichste Nation und erreichte damit erstmals Platz 1 im Medaillenspiegel.

## Bewerbungen
Insgesamt bewarben sich zehn Städte um die Ausrichtung der Olympischen Sommerspiele 2008: Bangkok, Havanna, Kairo, Kuala Lumpur, Sevilla, Osaka, Toronto, Paris, Istanbul und der Favorit Peking. Die letzten fünf ließ das IOC zur Wahl des Austragungsortes zu – wobei nur Paris, Toronto und Peking Chancen auf den Erhalt der Spiele zugestanden und Istanbul und Osaka als Außenseiter angesehen wurden.
Paris bewarb sich um die Austragung der dritten Olympischen Sommerspiele nach 1900 und 1924. Geplant waren Ausgaben in Höhe von 2,3 Milliarden Euro für die Infrastruktur und 2,2 Milliarden Euro für die Organisation. Die Zustimmung zur Bewerbung war in der französischen Bevölkerung und Politik groß. Dabei wurde versucht, sich gegenüber dem Favoriten Peking vor allem durch ethische Fragen abzusetzen. So gäbe es in Frankreich keine Menschenrechtsverletzungen und keine gravierenden Umweltprobleme. Als Olympiastadion sollte das Stade de France genutzt werden. Daneben sollten die Beachvolleyballspiele unter dem Eiffelturm und die Reitwettbewerbe vor dem Invalidendom ausgetragen werden. Das Roland-Garros-Stadion wäre Austragungsort der Tenniswettbewerbe geworden.
Toronto warb mit der multikulturellen Gesellschaft Kanadas. Die Organisatoren gingen von Ausgaben in Höhe von 10,3 Milliarden Euro für Infrastruktur und 2,3 Milliarden Euro für die Organisation aus. Die Organisatoren versprachen Spiele der kurzen Wege, da 25 von 28 Sportstätten innerhalb von 15 Minuten mit öffentlichen Verkehrsmitteln erreichbar sein sollten. Außerdem strebten sie an, nach Calgary und Los Angeles die dritte Stadt zu werden, die einen Gewinn durch die Olympischen Spiele macht. Toronto wollte aus den Fehlern der Olympischen Sommerspiele 1976 in Montreal lernen, das noch heute an der Verschuldung durch die Austragung leidet.
Nach der gescheiterten Bewerbung von 1993 um die Austragung der Olympischen Sommerspiele 2000, die Peking mit nur zwei Stimmen Unterschied gegen Sydney verloren hatte, bewarb sich die chinesische Hauptstadt zum zweiten Mal. Die geplanten Kosten betrugen 23 Milliarden Euro für die Infrastruktur und 3,6 Milliarden für die Organisation. Man bewarb sich mit einem im Norden Pekings geplanten olympischen Dorf, in dem auch die meisten Sportanlagen liegen sollten, und Beachvolleyballwettbewerben auf dem Tian’anmen-Platz. Daneben war schon der Weg des olympischen Feuers geplant, der auch über den Himalaya führen sollte. Nach dem ersten Scheitern kam es zu radikalen Veränderungen in der Stadt. So wurden Fabriken in Hinterhöfen geschlossen, was zu besserer Luftqualität führen sollte, und alte, verwinkelte Stadtviertel umgestaltet. In der Stadt wurden Grünstreifen angelegt und moderne Hochhaussiedlungen errichtet. Die Bewerbung wurde von Kritik durch Menschenrechtler begleitet, da China die meisten Todesurteile weltweit vollstreckt. Im konkreten Zusammenhang mit den Spielen wurden Zwangsumsiedlungen befürchtet. Außerdem wurde kritisiert, dass mit dem vielen Geld besser Schulen und Krankenhäuser finanziert werden sollten. In den Wochen vor der Entscheidung über die Vergabe der Spiele in Moskau gab es viele Veranstaltungen zur Unterstützung der Bewerbung, die durch die Medien verbreitet wurden. 200.000 Schulkinder haben zum Beispiel ein 2008 Meter langes Plakat gebastelt, das an der Chinesischen Mauer aufgehängt wurde. Das europäische Parlament formulierte die Kritik der von ihm repräsentierten Länder in einer Entschließung.

### Vergabe der Spiele
| Ort      | Land                | Runde 1 | Runde 2 |
| -------- | ------------------- | ------- | ------- |
| Peking   | Volksrepublik China | 44      | 56      |
| Toronto  | Kanada              | 20      | 22      |
| Paris    | Frankreich          | 15      | 18      |
| Istanbul | Türkei              | 17      | 9       |
| Osaka    | Japan               | 6       | —       |

Peking setzte sich am 13. Juli 2001 auf der 112. IOC-Session in Moskau gegen Toronto, Paris, Istanbul und Osaka durch. Für die Beschreibung des politischen Umfeldes dieser Bewerber verwendete die IOC-Evaluierungs-Kommission in ihrem Evaluierungsbericht Begriffe, die üblicherweise für die Beschreibung von Regierungs- und Staatsformen verwendet werden. Abweichend davon übernahm die Kommission für Peking mit „funktionierend für China“ („working for China“) eine chinesische Selbstbeschreibung des politischen Systems. Weiterhin meinte die Kommission zu China: „Die allgemeine Präsenz starker Kontrolle und Unterstützung durch die Regierung ist gesund…“ („The overall presence of strong governmental control and support is healthy…“).
Die Vergabe der Olympischen Sommerspiele nach Peking war nicht der erste Fall, in dem die Entscheidung des IOCs zu politischen Kontroversen führte. Weitere Beispiele sind Berlin (1936), Mexiko-Stadt (1968), Moskau (1980), Los Angeles (1984) und Seoul (1988). Die Entscheidung für Peking fiel deutlicher aus und kam rascher als erwartet. Vor der Abstimmung stellte sich jeder Bewerber mit einer 45-minütigen Präsentation vor und warb um Stimmen. Der Favorit Peking setzte sich nach zwei Wahlgängen durch. Bei der Wahl des Austragungsortes der Olympischen Sommerspiele 2000 waren vier Wahlen nötig, ebenso bei den Olympischen Sommerspielen 2004. Nachdem die Spiele an Peking vergeben worden waren, erklärte am 17. Juli 2001 der stellvertretende Ministerpräsident Li Lanqing: „Der Gewinn der olympischen Bewerbung für 2008 ist ein Beispiel für die internationale Anerkennung der sozialen Stabilität Chinas, des wirtschaftlichen Fortschritts und des gesunden Lebens des chinesischen Volkes.“

## Organisation und Vorbereitungen
Die Volksrepublik China investierte 40 Milliarden Dollar in Sportstätten und Infrastrukturprojekte. Diese wurden von rund 30.000 Arbeitern realisiert. Zwar gingen die Organisatoren davon aus, dass alle Sportstätten spätestens Ende 2007 fertiggestellt sein würden, jedoch musste der Plan, bereits weit vor dem Beginn der Spiele fertig zu sein, wegen explodierender Kosten, Engpässen in der Stahlproduktion und technischer Probleme aufgegeben werden. Für den Bau der Olympiastätten wurden 3000 Familien zwangsumgesiedelt, was rund 155 Millionen Euro kostete. Die in Genf tätige Organisation COHRE (Centre on Housing Rights and Evictions) befürchtet, dass 1,5 Millionen Einwohner wegen der Olympischen Spiele zwangsumgesiedelt wurden. Das Organisationskomitee und das chinesische Außenministerium entgegneten darauf, nur 6037 Personen seien von Umsiedlungen betroffen. Nach anderen Angaben sind bis Mai 2005 nicht weniger als 300.000 Einwohner umgesiedelt worden.

### Gesetzgebung
Am 10. April 2006 gab die Pekinger Stadtverwaltung bekannt, dass im Hinblick auf die Olympischen Sommerspiele 2008 mehr als 70 lokale Gesetze und Verordnungen erlassen werden, um nicht erwünschte Personen von der Stadt fernzuhalten. Betroffen sind Einwohner ohne eine Wohnberechtigung für Peking, Wanderarbeiter, Bettler und Menschen mit geistigen Behinderungen. Die Grenzkontrollen und die Überwachung von Nichtregierungsorganisationen sollen verschärft sowie sämtliche Proteste verboten werden. Die Einwohner Pekings werden dazu aufgerufen, während der Spiele zu Hause zu bleiben. Außerdem sollen Personen, die regimekritisch auffallen, strafrechtlich stärker verfolgt werden. Zahlreiche Personen, die gegen die Umsiedlungen protestierten, sind von der Pekinger Polizei verhaftet worden.
Die Pekinger Stadtverwaltung hat neue Verhaltensregeln erlassen, welche die Polizeibeamten zu einem besseren Benehmen bewegen sollen. In Umlauf gebrachte Broschüren fordern die Beamten auf, weniger zu fluchen, ihr arrogantes Verhalten aufzugeben und keine Personen zu ignorieren, die ein Verbrechen melden wollen. Verstöße sollen bestraft werden. Die Behörden erhoffen sich bis zum Beginn der Spiele ein besseres Image.

### Wettkampfstätten und olympisches Dorf

Lageplan der Wettkampfstätten in Peking

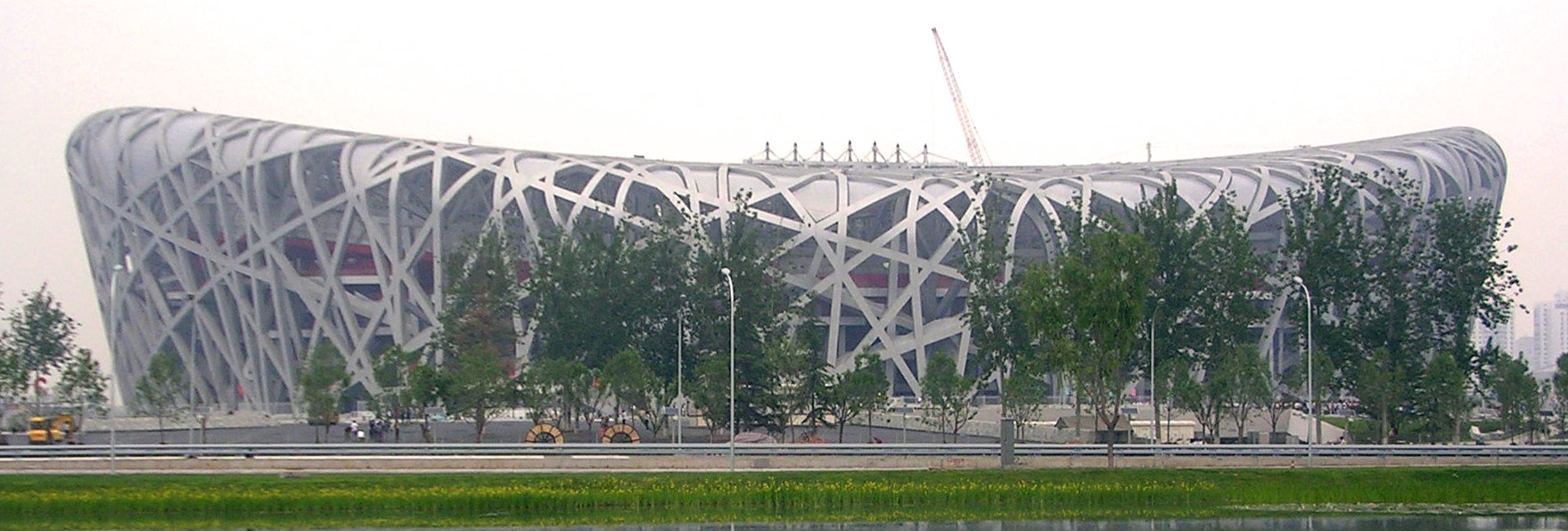
Nationalstadion in Peking („Vogelnest“)

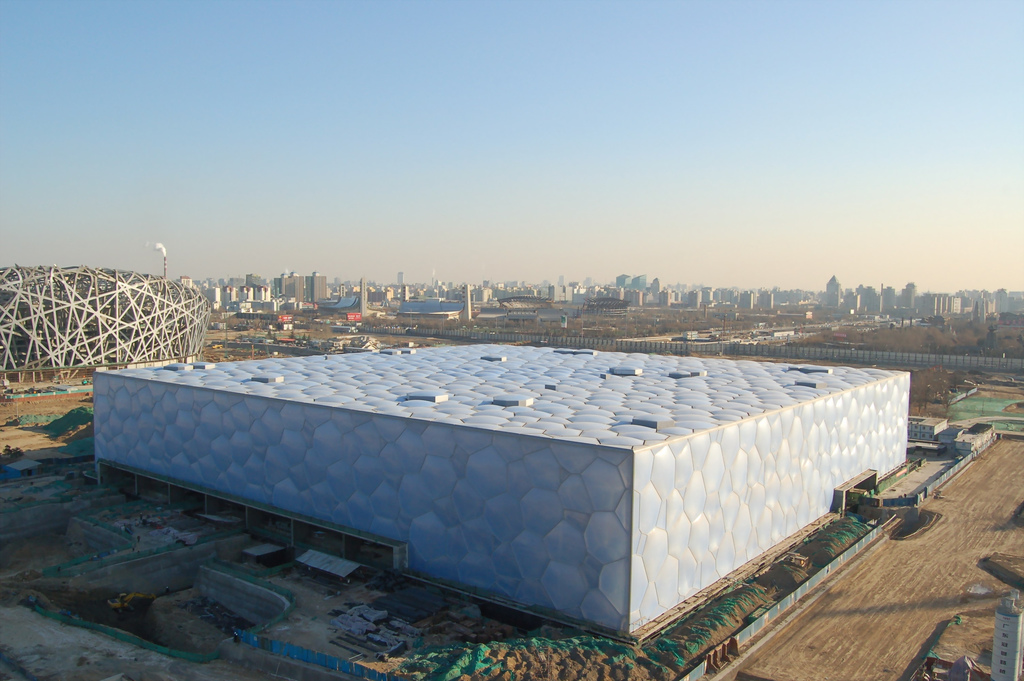
Nationales Schwimmzentrum („Wasserwürfel“)

Das olympische Dorf ist am nördlichen Ende einer Achse angesiedelt, die in Nord-Süd-Richtung durch Peking verläuft und an der unter anderem der Tian’anmen-Platz und die Verbotene Stadt liegen. Die runde Struktur des Nationalstadions und die eckige Form des Nationalen Schwimmzentrums, die an beiden Seiten dieser Achsen liegen, sind weitere Elemente der architektonischen Symbolik.
Neubauten in Peking
- Nationalstadion – Leichtathletik, Fußball
- Nationales Schwimmzentrum – Schwimmen, Turm- und Kunstspringen, Wasserball und Synchronschwimmen
- Schießhalle – Qualifikation und Finale der Schießwettbewerbe über 10, 25 und 50 Meter
- Nationales Hallenstadion – Geräteturnen, Trampolinturnen, Handball
- Wukesong-Hallenstadion – Basketball
- Laoshan-Velodrom – Bahnradsport
- Olympic Green Messezentrum – Fechten, Moderner Fünfkampf (Fechten)
- Olympic Green Tennis Center – Tennis
- Olympischer Ruder- und Kanupark Shunyi – Rudern, Kanu/Kajak (Flach- und Wildwasser)
- Landwirtschaftliche Universität Chinas – Ringen
- Universität Peking – Tischtennis
- Universität für Wissenschaft und Technik – Judo, Taekwondo
- Polytechnische Universität Peking – Badminton, Rhythmische Sportgymnastik

Bestehende Anlagen in Peking
- Olympisches Sportzentrum – Fußball, Moderner Fünfkampf (Geländelauf und Reiten), Handball
- Arbeiterstadion – Fußball
- Hauptstadt-Hallenstadion – Volleyball
- Fengtai-Softballstadion – Softball
- Ying Tung Natatorium – Wasserball, Moderner Fünfkampf (Schwimmen)
- Laoshan-Mountainbikegelände – Mountainbike
- Shijingshan-Schießgelände – Schießen
- Technische Universität – Volleyball
- Beihang-Universität – Gewichtheben

Temporäre Anlagen in Peking
- Olympic Green Archery Field – Bogenschießen
- Olympic Green Hockey Field – Hockey
- Wukesong-Baseballstadion – Baseball
- Laoshan BMX Field – BMX
- Chaoyang-Park – Beachvolleyball
- Reservoir bei den Ming-Gräbern – Triathlon
- Urban Cycling Road Course von der Innenstadt zur Chinesischen Mauer bei Badaling – Straßenradsport

Anlagen außerhalb Pekings
- Internationales Segelzentrum Qingdao – Segeln
- Shanghai-Stadion, Shanghai – Fußball
- Olympisches Sportzentrum Qinhuangdao – Fußball
- Reitsportzentrum Hongkong – Reiten
- Tianjin-Olympic-Center-Stadion – Fußball
- Olympisches Stadion Shenyang – Fußball

## Logo, Maskottchen und Motto
Das Logo der Olympischen Sommerspiele 2008 trägt die Bezeichnung „Tanzendes Peking“. Es ist einem chinesischen Siegel nachempfunden und zeigt vor einem roten Hintergrund das kalligraphische Schriftzeichen 京,  jing („Hauptstadt“ aus 北京,  Bei-jing), das der Form eines Athleten nachempfunden ist. Die geöffneten Arme des Sportlers sollen die Einladung Pekings an die Welt symbolisieren.
Die fünf offiziellen Maskottchen der Spiele sind die Fuwa (福娃, wörtlich „Kinder des Glücks“), bestehend aus dem Karpfen Bèibèi (贝贝), dem Großen Panda Jīngjīng (晶晶), der olympischen Fackel Huānhuān (欢欢), dem Tschiru Yíngyíng (迎迎) und der Schwalbe Nini (妮妮). Sie wurden am 11. November 2005, genau 1000 Tage vor der Eröffnung der Spiele, der Öffentlichkeit vorgestellt und repräsentieren die Sportfelder Schwimmen, Kampf- und Kraftsportarten, Ballsportarten, Turnen und Leichtathletik. Die Maskottchen symbolisieren aber auch die Elemente der Fünf-Elemente-Lehre des Daoismus: Wasser, Holz, Feuer, Erde und Metall. Außerdem entsprechen die Farben der Figuren denen der olympischen Ringe.
Jeder der fünf Namen ist so gewählt, dass er einem plausiblen Namen für ein Kleinkind entspricht. Setzt man sie jedoch zusammen, tönen sie fast identisch wie der Satz 北京欢迎你,  Běijīng huānyíng nǐ, was so viel wie „Peking heißt Dich willkommen“ bedeutet. In Deutschland wird das Maskottchen unter dem Namen „Die Freundlichen Fünf“ vermarktet.
„Eine Welt, ein Traum“ (chinesisch 同一个世界 同一个梦想, Pinyin Tóng Yíge Shìjiè Tóng Yíge Mèngxiǎng) ist das Motto der Olympischen Sommerspiele 2008. Es wurde am 26. Juni 2005 vom Organisationskomitee bekanntgegeben.

## Fackellauf

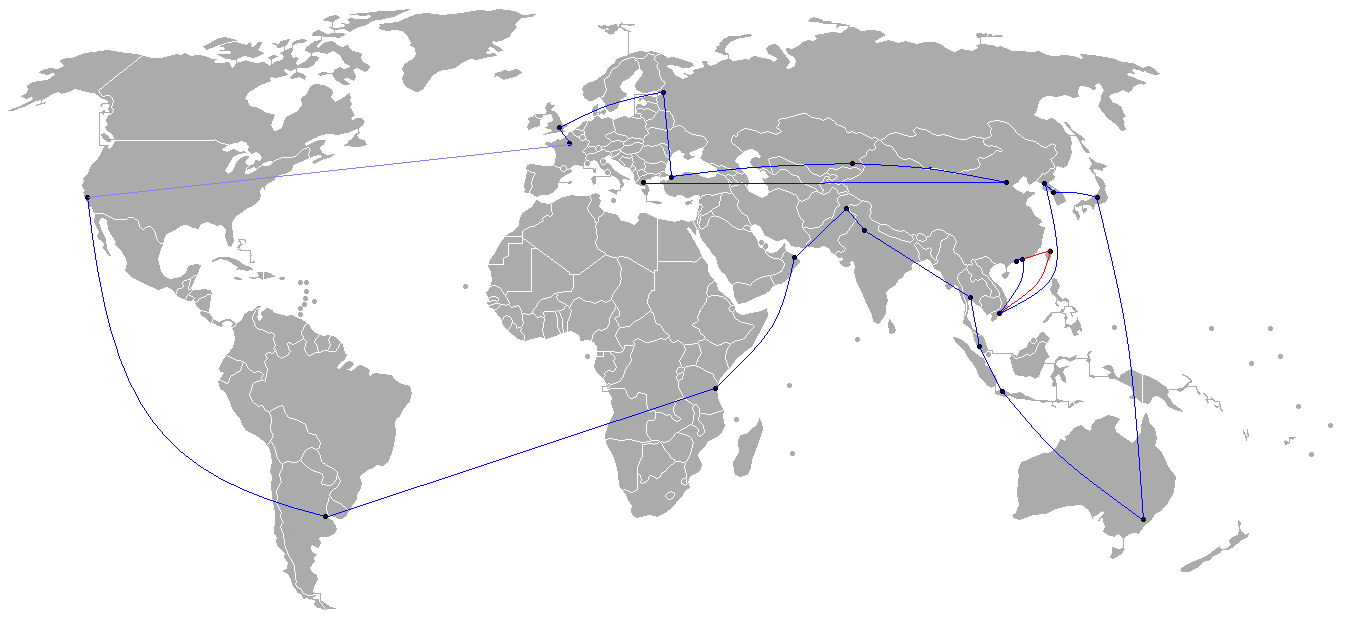
Ursprünglich geplante Route des Fackellaufs

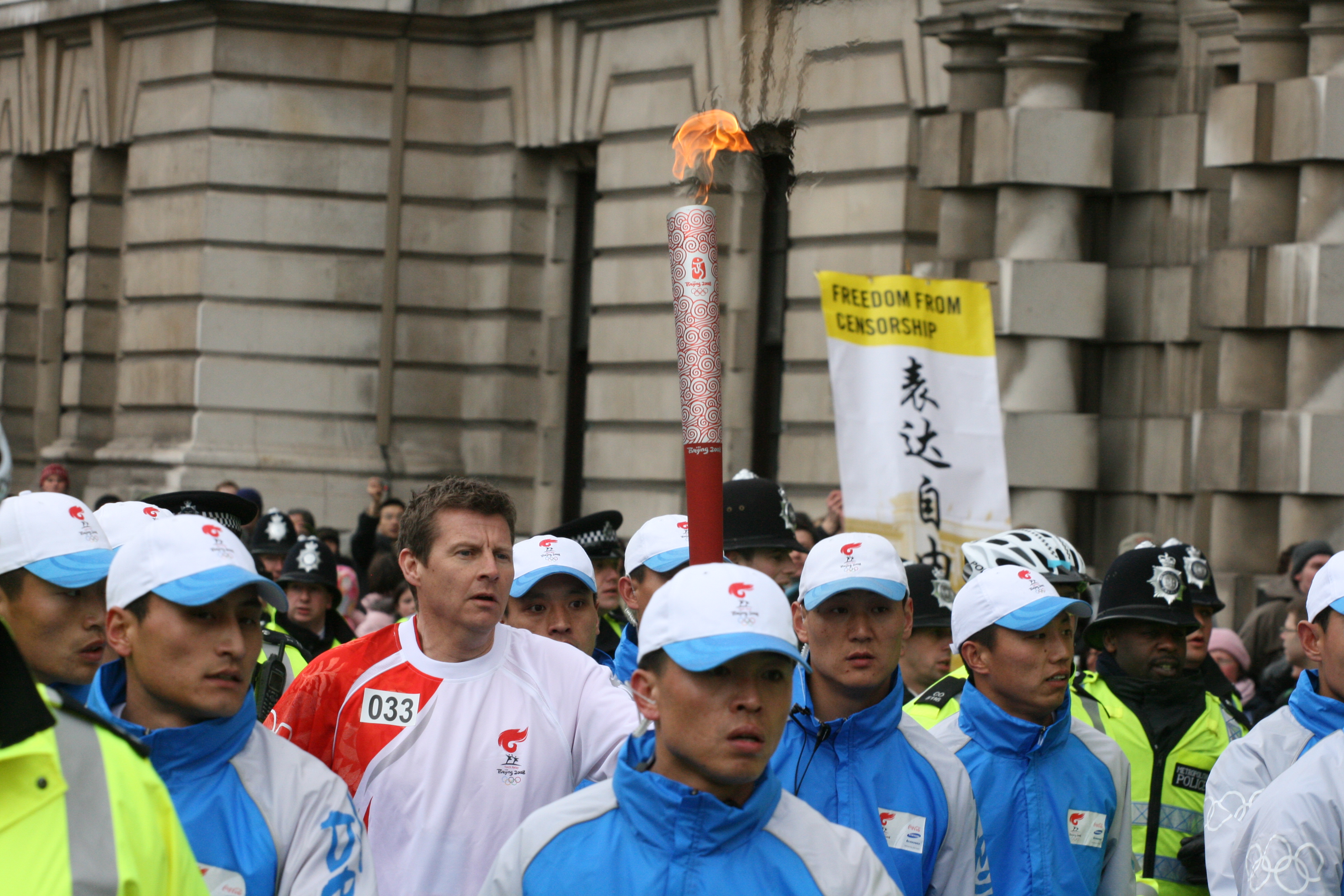
Der Fackellauf war in London nur unter massiven Sicherheitsvorkehrungen möglich

Am 26. April 2007 gab das Organisationskomitee die Route des Fackellaufs bekannt. Der Lauf stand unter dem Motto „Reise der Harmonie“ und dauerte 130 Tage. Dabei wurde die Fackel über eine Distanz von 137.000 Kilometern getragen, womit der Fackellauf 2008 der längste der Geschichte war.
Das olympische Feuer wurde am 24. März 2008 im griechischen Olympia entzündet. Per Flugzeug wurde die Fackel nach Peking gebracht, wo sie am 31. März ankam. Ab Peking wurde die Fackel durch alle Kontinente außer der Antarktis getragen. Außerdem führte die Route entlang der antiken Seidenstraße, womit die jahrtausendealten Verbindungen Chinas mit der übrigen Welt symbolisiert wurden.
Die von einem Lenovo-Team entworfene Fackel wurde einer chinesischen Schriftrolle nachempfunden und verwendete ein traditionelles chinesisches Design, das als „Glückliche Wolke“ bekannt ist. Dieses nimmt Bezug auf die fünf Elemente, aus denen das Universum bestehe (Metall, Holz, Wasser, Feuer und Erde). Die Fackel musste so entworfen werden, dass die Flamme auch bei Winden von 65 Kilometern pro Stunde und Niederschlägen von 50 Millimetern pro Stunde weiter brennen konnte.
Wie seitens des Organisationskomitees angestrebt, wurde das olympische Feuer am 8. Mai ohne Vorankündigung – der planmäßige Fackellauf durch die Stadt Shenzhen in der Provinz Guangdong wurde um einige Stunden verschoben – auf den Mount Everest, den höchsten Berg der Erde, getragen. Zu diesem Zweck hatten im Juni 2007 die Bauarbeiten an einer asphaltierten Straße vom Kreis Tingri im Regierungsbezirk Xigazê in Tibet zum Basislager am Mount Everest begonnen; die Baukosten hatten 19,7 Millionen Dollar betragen. Umweltschützer hatten zuvor Bedenken geäußert, die Straße könne das Gleichgewicht der fragilen Gebirgsregion beeinträchtigen, doch die Regierung hatte mögliche negative Konsequenzen verneint. Die Aktion wurde live im chinesischen Staatsfernsehen übertragen. Die ursprünglichen Pläne sahen auch einen Besuch in Taiwan vor, doch die taiwanische Regierung lehnte dieses Vorhaben ab.
Massive Proteste begleiteten sowohl den Auftakt des Fackellaufes in Griechenland als auch die Etappen in London und Paris. Wegen massiver Proteste gegen Menschenrechtsverletzungen in China und der chinesischen Reaktion auf die kurz zuvor ausgebrochenen Unruhen in Tibet, wurde der Fackellauf in Paris am 7. April von der Polizei unterbrochen. Die Fackel wurde dabei zwischenzeitlich mehrmals gelöscht und an der mitgeführten Laterne wieder entzündet. In Paris kam es zu einem Eklat, als Demonstrierende eine chinesische Sportlerin im Rollstuhl angriffen. Daraufhin verfasste der französische Präsident Nicolas Sarkozy ein Entschuldigungsschreiben an die Rollstuhlfahrerin.
Für den Fackellauf in San Francisco wurde die Route massiv geändert, um Protesten aus dem Weg zu gehen. Bei der Übergabe der Fackel an die von Coca-Cola nominierte Fackelläuferin Majora Carter kam es zu einem Eklat. Wenige Sekunden nach der Übergabe der Fackel zog die offizielle Läuferin eine tibetische Fahne aus dem Ärmel, um gegen Menschenrechtsverletzungen in Tibet zu protestieren. Innerhalb weniger Sekunden wurde ihr die Fahne von chinesischen paramilitärischen Sicherheitskräften entrissen. Gewaltsam wurde die Läuferin von Polizisten von der Route abgedrängt und die Fackel von einem anderen Läufer weitergetragen.
Der Vorsitzende der japanischen nationalen Kommission für öffentliche Sicherheit kündigte an, dass Japan beim olympischen Fackellauf im eigenen Land keine chinesischen Sicherheitskräfte akzeptieren wird. Der geplante Ausgangspunkt der Route in Japan im Zenkō-ji in Nagano wurde von den örtlichen Priestern abgesagt.
Aus Protest gegen chinesische Menschenrechtsverletzungen sagte auch die kenianische Friedensnobelpreisträgerin Wangari Maathai ihre Teilnahme am olympischen Fackellauf in Tansania ab. Diese Olympischen Spiele hätten keinen verbindenden Charakter mehr, sie entzweiten die Menschen, erklärte Maathai.
Aus Trauer um die Erdbebenopfer in China wurde der Fackellauf vom 19. bis zum 22. Mai unterbrochen. Die Regierung verordnete am ersten Tag drei Schweigeminuten. Für die weiteren zwei waren Vergnügungsaktivitäten eingestellt und die Flaggen wurden landesweit auf halbmast gesetzt. Die Fackellaufroute wurde daraufhin geändert und die vom Erdbeben betroffene Provinz Sichuan erst Anfang August als letzte Station vor Peking besucht.

## Teilnehmer

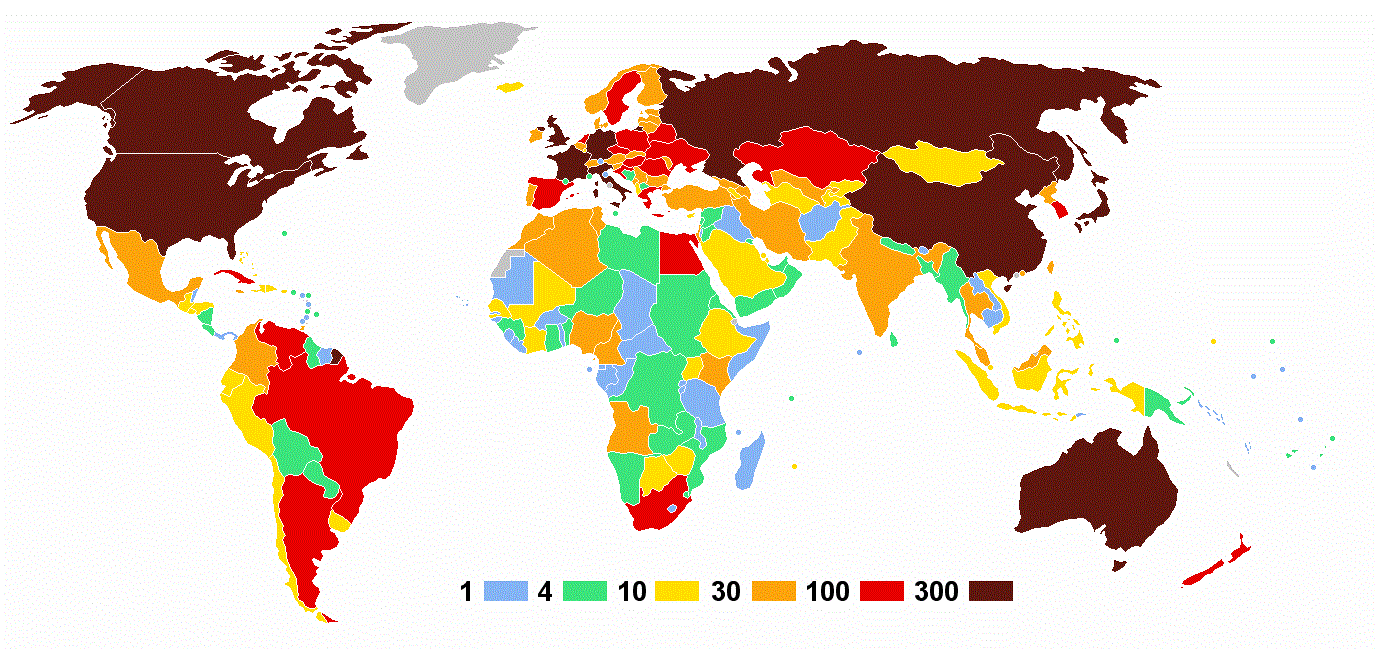
Teilnehmer

Die Zahl von 202 teilnehmenden Nationen an den Olympischen Sommerspielen 2004 wurde in Peking übertroffen. Es nahmen 204 Nationen teil, da das IOC die Nationalen Olympischen Komitees der Marshallinseln und von Tuvalu anerkannt hatte. Daneben starteten Serbien und Montenegro nach dem Unabhängigkeitsreferendum vom 21. Mai 2006 getrennt. Südkorea und Nordkorea verhandelten über ein gemeinsames Team für die Olympischen Sommerspiele, nachdem sie schon mehrmals bei Eröffnungsfeiern gemeinsam einmarschiert waren. Wegen Uneinigkeit bezüglich der Aufteilung der Quotenplätze kam jedoch keine Vereinbarung zustande.
Der Irak durfte – entgegen früheren Ankündigungen – an den Spielen teilnehmen. Dieses allerdings nur mit zwei Leichtathleten, da für die restlichen fünf die Meldefristen für das Bogenschießen, Gewichtheben, Rudern und Judo bereits abgelaufen waren. Die irakische Regierung hatte mit einem Erlass vom 20. Mai 2008 die Auflösung des Nationalen Olympischen Komitees angeordnet. Dieser Eingriff in die Autonomie des nationalen Komitees führte Anfang Juni zur Suspendierung des irakischen NOKs durch das IOC. Am 29. Juli wurde entschieden, dass die Sportler doch teilnehmen dürfen.
Kurz vor Beginn der Spiele wurde die Mannschaft aus Brunei, die aus zwei Athleten bestanden hätte, durch das IOC ausgeschlossen. Das Nationale Olympische Komitee des Landes hatte die Meldefrist versäumt.
Aufgrund der militärischen Auseinandersetzungen zwischen Georgien, Südossetien und Russland erwog Georgien am 9. August 2008, seine gesamte Delegation aus Peking zurückzuziehen. Auf Bitten des georgischen Präsidenten Micheil Saakaschwili blieb das Team aber doch in China und nahm weiterhin an den Wettbewerben teil.
| Europa (5381 Athleten aus 49 Nationen) | Europa (5381 Athleten aus 49 Nationen) | Europa (5381 Athleten aus 49 Nationen) |
| --- | --- | --- |
| - Albanien (11) - Andorra (5) - Armenien (25) - Aserbaidschan (39) - Belarus (181) - Belgien (96) - Bosnien und Herzegowina (5) - Bulgarien (72) - Dänemark (84) - Deutschland (463) - Estland (47) - Finnland (58) - Frankreich (323) - Georgien (35) - Griechenland (159) - Großbritannien (312) - Irland (54) | - Island (28) - Israel (43) - Italien (344) - Kroatien (105) - Lettland (50) - Liechtenstein (2) - Litauen (71) - Luxemburg (12) - Malta (6) - Moldau (31) - Monaco (5) - Mazedonien (7) - Montenegro * (31) - Niederlande (245) - Norwegen (84) - Österreich (72)                 | - Polen (268) - Portugal (77) - Rumänien (102) - Russland (467) - San Marino (4) - Schweden (133) - Schweiz (84) - Serbien * (92) - Slowakei (57) - Slowenien (62) - Spanien (286) - Tschechien (134) - Türkei (68) - Ukraine (254) - Ungarn (171) - Zypern (17)                                            |
| Asien (2132 Athleten aus 45 Nationen) | | |
| - Afghanistan (4) - Bahrain (15) - Bangladesch (5) - Bhutan (2) - China, Volksrepublik (639) - Chinesisch Taipeh (80) - Hongkong (34) - Indien (57) - Indonesien (24) - Iran (24) - Irak (4) - Japan (351) - Jemen (5) - Jordanien (7) - Kambodscha (4)                                                          | - Kasachstan (132) - Katar (22) - Kirgisistan (21) - Korea, DVR (63) - Korea, Republik (267) - Kuwait (6) - Laos (4) - Libanon (5) - Malaysia (33) - Malediven (4) - Mongolei (29) - Myanmar (6) - Nepal (8) - Oman (5) - Osttimor (2)                                             | - Pakistan (21) - Palästina (4) - Palau (6) - Papua-Neuguinea (7) - Philippinen (15) - Saudi-Arabien (15) - Singapur (25) - Sri Lanka (8) - Syrien (8) - Tadschikistan (13) - Thailand (51) - Turkmenistan (10) - Usbekistan (58) - Vereinigte Arabische Emirate (8) - Vietnam (21)                         |
| Amerika (2130 Athleten aus 42 Nationen) | | |
| - Amerikanische Jungferninseln (5) - Antigua und Barbuda (5) - Argentinien (137) - Aruba (2) - Bahamas (19) - Barbados (6) - Belize (3) - Bermuda (6) - Bolivien (6) - Brasilien (277) - Britische Jungferninseln (2) - Cayman Islands (4) - Chile (27) - Costa Rica (8)                                         | - Dominica (1) - Dominikanische Republik (25) - Ecuador (25) - El Salvador (11) - Grenada (9) - Guatemala (12) - Guyana (5) - Haiti (10) - Honduras (25) - Jamaika (56) - Kanada (332) - Kolumbien (64) - Kuba (149) - Mexiko (85)                                                 | - Nicaragua (6) - Niederländische Antillen (3) - Panama (3) - Paraguay (5) - Peru (12) - Puerto Rico (22) - St. Kitts und Nevis (4) - St. Lucia (6) - St. Vincent und die Grenadinen (2) - Suriname (4) - Trinidad und Tobago (30) - Uruguay (12) - Venezuela (109) - Vereinigte Staaten (596)              |
| Afrika (820 Athleten aus 53 Nationen) | | |
| - Ägypten (103) - Algerien (62) - Angola (32) - Äquatorialguinea (3) - Äthiopien (22) - Benin (3) - Botswana (12) - Burkina Faso (2) - Burundi (3) - Dschibuti (2) - Elfenbeinküste (20) - Eritrea (9) - Gabun (4) - Gambia (3) - Ghana (9) - Guinea (5) - Guinea-Bissau (3) - Kamerun (33)                      | - Kap Verde (3) - Kenia (56) - Komoren (3) - Kongo, Demokratische Republik (5) - Kongo, Republik (3) - Lesotho (4) - Liberia (3) - Libyen (7) - Madagaskar (4) - Malawi (4) - Mali (17) - Marokko (57) - Mauretanien (2) - Mauritius (12) - Mosambik (5) - Namibia (9) - Niger (5) | - Nigeria (33) - Ruanda (4) - Sambia (8) - São Tomé und Príncipe (3) - Senegal (12) - Seychellen (8) - Sierra Leone (3) - Simbabwe (13) - Somalia (2) - Südafrika (136) - Sudan (8) - Swasiland (5) - Tansania (1) - Togo (3) - Tschad (2) - Tunesien (32) - Uganda (15) - Zentralafrikanische Republik (3) |
| Ozeanien (677 Athleten aus 15 Nationen) | | |
| - Amerikanisch-Samoa (4) - Australien (433) - Cookinseln (4) - Fidschi (6) - Guam (6) | - Kiribati (2) - Marshallinseln * (5) - Föderierte Staaten von Mikronesien (15) - Nauru (1) - Neuseeland (182) | - Salomonen (3) - Samoa (6) - Tonga (3) - Tuvalu * (3) - Vanuatu (3) |
| (Anzahl der Athleten) * erstmalige Teilnahme an Sommerspielen | | |

## Wettkampfprogramm
Während der Olympischen Sommerspiele in Peking wurden 302 Wettbewerbe (166 für Männer, 127 für Frauen, drei Mixed- und sechs offene Wettbewerbe) in 28 Sportarten/42 Disziplinen ausgetragen. Dies war ein Wettbewerb und zwei Disziplinen mehr als in Athen 2004 – die Anzahl der Sportarten blieb gleich. Nachfolgend die Änderungen im Detail:
- Beim Radsport kamen in der neuen Radsportdisziplin BMX je eine Entscheidung für Männer und Frauen in der Disziplin Race hinzu, dafür entfielen das Bahnzeitfahren der Männer und Frauen.
- Beim Fechten wurden der Florettmannschaftswettbewerb der Männer und der Degenmannschaftswettbewerb der Frauen durch einen Florettmannschaftswettbewerb und einen Säbelmannschaftswettbewerb bei den Frauen ersetzt.
- Bei der Leichtathletik kam der 3000-Meter-Hindernislauf der Frauen hinzu.
- Im Schwimmsport wurde die Disziplin Freiwasserschwimmen mit den 10 Kilometern der Männer und Frauen olympisch.
- Beim Tischtennis wurden die bisherigen Doppelwettbewerbe durch Mannschaftswettbewerbe (Männer und Frauen) ersetzt.
- Beim Schießen entfielen die Laufende Scheibe der Männer und die Doppeltrap der Frauen.
- Im Segeln gab es mehrere Änderungen. Aus den offenen Bootsklassen Laser und 49er wurden Männerklassen, dagegen wurde die Männerklasse Finn-Dinghy zu einer offenen Bootsklasse. Die Frauenklasse Europe wurde durch Laser Radial ersetzt. Darüber hinaus wurde die Bootsklasse Mistral im Windsurfen durch RS:X für Männer und Frauen ersetzt.

### Die olympischen Sportarten/Disziplinen
- Badminton Gesamt (5) = Männer (2)/Frauen (2)/Mixed (1)
- Baseball Gesamt (1) = Männer (1)
- Basketball Gesamt (2) = Männer (1)/Frauen (1)
- Bogenschießen Gesamt (4) = Männer (2)/Frauen (2)
- Boxen Gesamt (11) = Männer (11)
- Fechten Gesamt (10) = Männer (5)/Frauen (5)
- Fußball Gesamt (2) = Männer (1)/Frauen (1)
- Gewichtheben Gesamt (15) = Männer (8)/Frauen (7)
- Handball Gesamt (2) = Männer (1)/Frauen (1)
- Hockey Gesamt (2) = Männer (1)/Frauen (1)
- Judo Gesamt (14) = Männer (7)/Frauen (7)
- Kanusport
  -  Kanurennsport Gesamt (12) = Männer (9)/Frauen (3)
  -  Kanuslalom Gesamt (4) = Männer (3)/Frauen (1)
- Leichtathletik Gesamt (47) = Männer (24)/Frauen (23)
- Moderner Fünfkampf Gesamt (2) = Männer (1)/Frauen (1)
- Radsport
  -  Bahn Gesamt (10) = Männer (7)/Frauen (3)
  -  BMX-Race Gesamt (2) = Männer (1)/Frauen (1)
  -  Mountainbike Gesamt (2) = Männer (1)/Frauen (1)
  -  Straße Gesamt (4) = Männer (2)/Frauen (2)
- Reiten
  -  Dressur Gesamt (2) = Offen (2)
  -  Springen Gesamt (2) = Offen (2)
  -  Vielseitigkeit Gesamt (2) = Offen (2)
- Ringen
  -  Freistil Gesamt (11) = Männer (7)/Frauen (4)
  -  Griechisch-römisch Gesamt (7) = Männer (7)
- Rudern Gesamt (14) = Männer (8)/Frauen (6)
- Schießen Gesamt (15) = Männer (9)/Frauen (6)
- Schwimmsport
  -  Freiwasserschwimmen Gesamt (2) = Männer (1)/Frauen (1)
  -  Schwimmen Gesamt (32) = Männer (16)/Frauen (16)
  -  Synchronschwimmen Gesamt (2) = Frauen (2)
  -  Wasserball Gesamt (2) = Männer (1)/Frauen (1)
  -  Wasserspringen Gesamt (8) = Männer (4)/Frauen (4)
- Segeln Gesamt (11) = Männer (5)/Frauen (4)/Offen (2)
- Softball Gesamt (1) = Frauen (1)
- Taekwondo Gesamt (8) = Männer (4)/Frauen (4)
- Tennis Gesamt (4) = Männer (2)/Frauen (2)
- Tischtennis Gesamt (4) = Männer (2)/Frauen (2)
- Triathlon Gesamt (2) = Männer (1)/Frauen (1)
- Turnsport
  -  Kunstturnen Gesamt (14) = Männer (8)/Frauen (6)
  -  Rhythmische Sportgymnastik Gesamt (2) = Frauen (2)
  -  Trampolinturnen Gesamt (2) = Männer (1)/Frauen (1)
- Volleyball
  -  Beachvolleyball Gesamt (2) = Männer (1)/Frauen (1)
  -  Volleyball Gesamt (2) = Männer (1)/Frauen (1)

Anzahl der Wettkämpfe in Klammern

### Zeitplan
| Zeitplan           | Zeitplan                   | Zeitplan | Zeitplan | Zeitplan | Zeitplan | Zeitplan | Zeitplan | Zeitplan | Zeitplan | Zeitplan | Zeitplan | Zeitplan | Zeitplan | Zeitplan | Zeitplan | Zeitplan | Zeitplan | Zeitplan | Zeitplan | Zeitplan | Zeitplan           |
| Disziplin          | Disziplin                  | Mi. 6.   | Do. 7.   | Fr. 8.   | Sa. 9.   | So. 10.  | Mo. 11.  | Di. 12.  | Mi. 13.  | Do. 14.  | Fr. 15.  | Sa. 16.  | So. 17.  | Mo. 18.  | Di. 19.  | Mi. 20.  | Do. 21.  | Fr. 22.  | Sa. 23.  | So. 24.  | Ent- schei- dungen |
| Disziplin          | Disziplin                  | August   | August   | August   | August   | August   | August   | August   | August   | August   | August   | August   | August   | August   | August   | August   | August   | August   | August   | August   | Ent- schei- dungen |
| ------------------ | -------------------------- | -------- | -------- | -------- | -------- | -------- | -------- | -------- | -------- | -------- | -------- | -------- | -------- | -------- | -------- | -------- | -------- | -------- | -------- | -------- | ------------------ |
| Eröffnungsfeier    |                            |          |          |          |          |          |          |          |          |          |          |          |          |          |          |          |          |          |          |          |                    |
| Badminton          | Badminton                  |          |          |          |          |          |          |          |          |          | 1        | 2        | 2        |          |          |          |          |          |          |          | 5                  |
| Baseball           | Baseball                   |          |          |          |          |          |          |          |          |          |          |          |          |          |          |          |          |          | 1        |          | 1                  |
| Basketball         | Basketball                 |          |          |          |          |          |          |          |          |          |          |          |          |          |          |          |          |          | 1        | 1        | 2                  |
| Bogenschießen      | Bogenschießen              |          |          |          |          | 1        | 1        |          |          | 1        | 1        |          |          |          |          |          |          |          |          |          | 4                  |
| Boxen              | Boxen                      |          |          |          |          |          |          |          |          |          |          |          |          |          |          |          |          |          | 5        | 6        | 11                 |
| Fechten            | Fechten                    |          |          |          | 1        | 1        | 1        | 1        | 2        | 1        | 1        | 1        | 1        |          |          |          |          |          |          |          | 10                 |
| Fußball            | Fußball                    |          |          |          |          |          |          |          |          |          |          |          |          |          |          |          | 1        |          | 1        |          | 2                  |
| Gewichtheben       | Gewichtheben               |          |          |          | 1        | 2        | 2        | 2        | 2        |          | 2        | 1        | 1        | 1        | 1        |          |          |          |          |          | 15                 |
| Handball           | Handball                   |          |          |          |          |          |          |          |          |          |          |          |          |          |          |          |          |          | 1        | 1        | 2                  |
| Hockey             | Hockey                     |          |          |          |          |          |          |          |          |          |          |          |          |          |          |          |          | 1        | 1        |          | 2                  |
| Judo               | Judo                       |          |          |          | 2        | 2        | 2        | 2        | 2        | 2        | 2        |          |          |          |          |          |          |          |          |          | 14                 |
| Kanusport          | Kanurennsport              |          |          |          |          |          |          |          |          |          |          |          |          |          |          |          |          | 6        | 6        |          | 12                 |
| Kanusport          | Kanuslalom                 |          |          |          |          |          |          | 2        |          |          | 2        |          |          |          |          |          |          |          |          |          | 4                  |
| Leichtathletik     | Leichtathletik             |          |          |          |          |          |          |          |          |          | 2        | 4        | 6        | 6        | 5        | 3        | 6        | 7        | 7        | 1        | 47                 |
| Moderner Fünfkampf | Moderner Fünfkampf         |          |          |          |          |          |          |          |          |          |          |          |          |          |          |          | 1        | 1        |          |          | 2                  |
| Radsport           | Bahn                       |          |          |          |          |          |          |          |          |          | 1        | 3        | 1        | 2        | 3        |          |          |          |          |          | 10                 |
| Radsport           | BMX                        |          |          |          |          |          |          |          |          |          |          |          |          |          |          |          |          | 2        |          |          | 2                  |
| Radsport           | Mountainbike               |          |          |          |          |          |          |          |          |          |          |          |          |          |          |          |          |          | 2        |          | 2                  |
| Radsport           | Straße                     |          |          |          | 1        | 1        |          |          | 2        |          |          |          |          |          |          |          |          |          |          |          | 4                  |
| Reitsport          | Dressur                    |          |          |          |          |          |          |          |          | 1        |          |          |          |          | 1        |          |          |          |          |          | 2                  |
| Reitsport          | Springen                   |          |          |          |          |          |          |          |          |          |          |          |          | 1        |          |          | 1        |          |          |          | 2                  |
| Reitsport          | Vielseitigkeit             |          |          |          |          |          |          | 2        |          |          |          |          |          |          |          |          |          |          |          |          | 2                  |
| Ringen             | Freistil                   |          |          |          |          |          |          |          |          |          |          | 2        | 2        |          | 2        | 2        | 3        |          |          |          | 11                 |
| Ringen             | Griech.-röm.               |          |          |          |          |          |          | 2        | 2        | 3        |          |          |          |          |          |          |          |          |          |          | 7                  |
| Rudern             | Rudern                     |          |          |          |          |          |          |          |          |          |          | 7        | 7        |          |          |          |          |          |          |          | 14                 |
| Schießen           | Schießen                   |          |          |          | 2        | 2        | 2        | 2        | 1        | 2        | 1        | 2        | 1        |          |          |          |          |          |          |          | 15                 |
| Schwimm-sport      | Freiwasserschwimmen        |          |          |          |          |          |          |          |          |          |          |          |          |          |          | 1        | 1        |          |          |          | 2                  |
| Schwimm-sport      | Schwimmen                  |          |          |          |          | 4        | 4        | 4        | 4        | 4        | 4        | 4        | 4        |          |          |          |          |          |          |          | 32                 |
| Schwimm-sport      | Synchronschwimmen          |          |          |          |          |          |          |          |          |          |          |          |          |          |          | 1        |          |          | 1        |          | 2                  |
| Schwimm-sport      | Wasserball                 |          |          |          |          |          |          |          |          |          |          |          |          |          |          |          | 1        |          |          | 1        | 2                  |
| Schwimm-sport      | Wasserspringen             |          |          |          |          | 1        | 1        | 1        | 1        |          |          |          | 1        |          | 1        |          | 1        |          | 1        |          | 8                  |
| Segeln             | Segeln                     |          |          |          |          |          |          |          |          |          |          |          | 3        | 2        | 2        | 2        | 2        |          |          |          | 11                 |
| Softball           | Softball                   |          |          |          |          |          |          |          |          |          |          |          |          |          |          |          | 1        |          |          |          | 1                  |
| Taekwondo          | Taekwondo                  |          |          |          |          |          |          |          |          |          |          |          |          |          |          | 2        | 2        | 2        | 2        |          | 8                  |
| Tennis             | Tennis                     |          |          |          |          |          |          |          |          |          |          | 1        | 3        |          |          |          |          |          |          |          | 4                  |
| Tischtennis        | Tischtennis                |          |          |          |          |          |          |          |          |          |          |          | 1        | 1        |          |          |          | 1        | 1        |          | 4                  |
| Triathlon          | Triathlon                  |          |          |          |          |          |          |          |          |          |          |          |          | 1        | 1        |          |          |          |          |          | 2                  |
| Turnsport          | Kunstturnen                |          |          |          |          |          |          | 1        | 1        | 1        | 1        |          | 4        | 3        | 3        |          |          |          |          |          | 14                 |
| Turnsport          | Rhythmische Sportgymnastik |          |          |          |          |          |          |          |          |          |          |          |          |          |          |          |          |          | 1        | 1        | 2                  |
| Turnsport          | Trampolinturnen            |          |          |          |          |          |          |          |          |          |          |          |          | 1        | 1        |          |          |          |          |          | 2                  |
| Volleyball         | Beachvolleyball            |          |          |          |          |          |          |          |          |          |          |          |          |          |          |          |          | 1        | 1        |          | 2                  |
| Volleyball         | Volleyball                 |          |          |          |          |          |          |          |          |          |          |          |          |          |          |          | 1        |          |          | 1        | 2                  |
| Schlussfeier       |                            |          |          |          |          |          |          |          |          |          |          |          |          |          |          |          |          |          |          |          |                    |
| Entscheidungen     | Entscheidungen             |          |          |          | 7        | 14       | 13       | 19       | 17       | 15       | 18       | 27       | 37       | 18       | 20       | 11       | 21       | 21       | 32       | 12       | 302                |
|                    |                            | Mi. 6.   | Do. 7.   | Fr. 8.   | Sa. 9.   | So. 10.  | Mo. 11.  | Di. 12.  | Mi. 13.  | Do. 14.  | Fr. 15.  | Sa. 16.  | So. 17.  | Mo. 18.  | Di. 19.  | Mi. 20.  | Do. 21.  | Fr. 22.  | Sa. 23.  | So. 24.  |                    |
| August             |                            |          |          |          |          |          |          |          |          |          |          |          |          |          |          |          |          |          |          |          |                    |

Farblegende

## Zeremonien

### Eröffnungsfeier

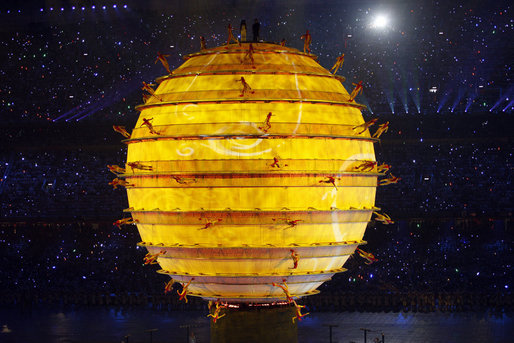
Darsteller tanzen auf einer beleuchteten Kugel

Die Eröffnungsfeier begann am 8. August 2008 um 20:08 Uhr Ortszeit im Nationalstadion von Peking, das entspricht 14 Uhr mitteleuropäischer Sommerzeit. Insgesamt verfolgten 91.000 Zuschauer das Spektakel im Stadion, darunter 80 Staats- und Regierungschefs. Die Regie führte mit Zhang Yimou ein bekannter chinesischer Filmemacher. In der Woche vor der Eröffnung wurden mehrere Generalproben vor Publikum abgehalten und erste Fernsehbilder veröffentlicht.
Die Veranstaltung bestand aus drei Teilen. Im ersten stellte sich das Gastgeberland vor, im zweiten marschierten die Athleten ein, im Dritten wurden die Olympischen Spiele offiziell eröffnet. Im Zentrum des ersten Teils, der Episoden aus 5000 Jahren chinesischer Geschichte präsentierte, standen die chinesischen Erfindungen Schießpulver, Papierherstellung, Druck und der Kompass. Das Schießpulver wurde beispielsweise mit Feuerwerk dargestellt, die Druckkunst durch Tänzer, die in einer Choreographie mehrmals das Schriftzeichen für Harmonie bildeten. Daneben gab es Bezüge zur Chinesischen Mauer, zur Chinesischen Oper, zur Seidenstraße und zum Taijiquan. Musikalisch wurden Teile dieser Show von Lang Lang auf dem Klavier begleitet, während dessen Auftritt Tänzer unter anderem die Friedenstaube und das „Vogelnest“ bildeten. Zum Ende dieses Showteils wurde die chinesische Raumfahrt dargestellt, als eine große Erdkugel zum Vorschein kam. Auf der Erdkugel sangen Sarah Brightman und Liu Huan im Duett den offiziellen olympischen Song You And Me. Bei einem Teil des Feuerwerks wurden statt der Livebilder zuvor aufgezeichnete Aufnahmen gezeigt. Es handelte sich dabei um die Darbietung eines virtuellen Feuerwerks, welches nicht live stattfand, sondern im Laufe eines Jahres aufgezeichnet und im Computer aufbereitet wurde und Fußstapfen darstellte.
Danach marschierten die Athleten der 204 teilnehmenden Nationen in der Reihenfolge der chinesischen Namen ins Stadion ein, Griechenland und China ausgenommen, die als erste beziehungsweise letzte das Stadion betraten. Künstler aus fünf verschiedenen Kontinenten musizierten während der beinahe zwei Stunden dauernden Parade abwechselnd. Anders als 2004 und 2000 liefen die beiden koreanischen Staaten wieder getrennt ein; hierbei wurde die Reihenfolge durchbrochen, da man verhindern wollte, dass Südkorea und Nordkorea direkt hintereinander einmarschieren. Nordkorea wurde in der Reihenfolge um drei Plätze nach hinten verschoben. An den Einmarsch der Nationen schloss sich der offizielle Teil der Veranstaltung an. Der Präsident des Organisationskomitees, Liu Qi, und IOC-Präsident Jacques Rogge hielten jeweils eine kurze Ansprache, bevor Hu Jintao, der Präsident der Volksrepublik China, die Spiele offiziell für eröffnet erklärte. Im Anschluss wurde die von acht chinesischen Sportlern ins Stadion getragene olympische Flagge gehisst und die olympische Hymne von einem Kinderchor gesungen. Die Tischtennisspielerin Zhang Yining und der Kampfrichter Huang Liping leisteten stellvertretend für alle Athleten und Kampfrichter den olympischen Eid. Die olympische Fackel wurde von acht bedeutenden chinesischen Sportlern, wie dem ersten Goldmedaillengewinner Chinas bei Olympischen Spielen oder Gao Min, durch das Stadion getragen, bevor sie an Li Ning übergeben wurde. Er wurde bis an den Rand des Stadiondaches gezogen und absolvierte eine Runde auf einer 360-Grad-Projektionswand, die beim Umlauf Li Nings die vorangegangenen Stationen des Fackellaufs zeigte, bevor er das olympische Feuer entzündete. Am Ende der Veranstaltung sang Jackie Chan den offiziellen Countdown-Song We Are Ready.
In Deutschland verfolgten im Durchschnitt 7,7 Millionen Zuschauer die Eröffnungsfeier vor dem Fernseher. In der Spitze, beim Einmarsch der deutschen Athleten, waren es 9,1 Millionen Zuschauer. Laut der staatlichen Nachrichten Agentur Xinhua verfolgten 842 Millionen Zuschauer in China die Eröffnungsfeier. Das entspricht einer Einschaltquote von 90 Prozent.

### Schlussfeier
Die Schlussfeier der Olympischen Sommerspiele 2008 begann am 24. August um 20 Uhr Ortszeit. Zu Beginn gab es einen Showteil, bei dem Trommler und Tänzer mit Glocken auftraten. Dabei symbolisierten verschiedene Wagen mit Trommeln verschiedene Volksgruppen, die in der Volksrepublik China leben. An diesen Teil der Abschlussveranstaltung schloss sich der Einmarsch der Fahnenträger an, denen die Sportler folgten. Am Ende des Einmarsches stand die Siegerehrung der Medaillengewinner des Marathonlaufs, der am Vormittag stattgefunden hatte.

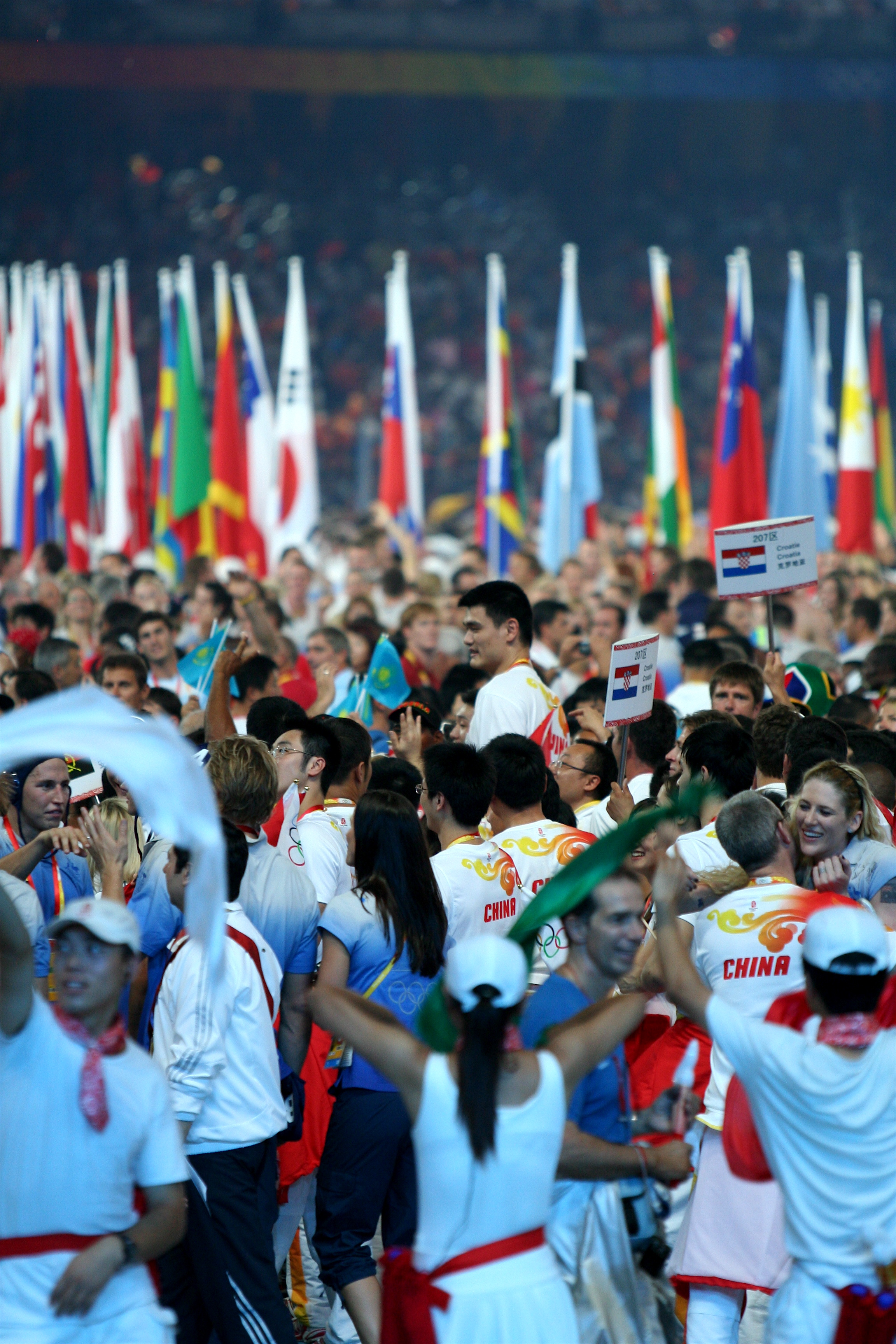
Teilnehmer der Spiele während der Schlussfeier im Nationalstadion

Es folgte der offizielle Teil der Veranstaltung, zu dessen Beginn zwölf ehrenamtliche Helfer stellvertretend von acht der neun in Peking neu gewählten Mitgliedern der Athletenkommission des IOC geehrt wurden. Dann traten der Chef des Organisationskomitees, Liu Qi, und der Präsident des IOC, Jacques Rogge, auf. Der OK-Präsident dankte in seiner Rede allen Beteiligten und Sportlern, der Präsident des IOC schloss sich dem an und grüßte die Teilnehmer der folgenden Sommer-Paralympics 2008. Rogge sagte, die Welt habe viel über China und China viel über die Welt gelernt. Zudem bezeichnete er die Olympischen Sommerspiele 2008 als echte Spiele, die außerordentlich waren. Am Schluss seiner Rede erklärte er die Spiele von Peking für beendet und lud die Jugend der Welt nach London 2012 ein.
An diesen offiziellen Teil schloss sich eine kurze Präsentation des Austragungsorts der Olympischen Sommerspiele 2012 in London, an. Die olympische Flagge wurde vom Pekinger Bürgermeister Guo Jinlong an Jacques Rogge und von diesem dem Londoner Bürgermeister Boris Johnson übergeben. Ein roter Doppeldeckerbus fuhr ins Stadion, dessen Dach sich öffnete, woraufhin die Sängerin Leona Lewis und der Gitarrist Jimmy Page erschienen. Sie trugen den Led-Zeppelin-Hit Whole Lotta Love vor. Anschließend erschien David Beckham und kickte einen Ball ins Publikum.
Auf den London-Teil der Feier folgte die symbolische Darstellung des Abschiedes mit einer Flugzeugtreppe. Die Musik zu diesem Teil war vom einzigen unter den Beteiligten nicht aus China stammenden Komponisten Klaus Badelt geschrieben worden. Das olympische Feuer erlosch, während Artisten an einem Turm der Erinnerung dieses darstellten. Sie bildeten zudem das Logo der Spiele ab. Sechs Sänger aus allen Erdteilen traten auf, gefolgt von Plácido Domingo und der chinesischen Sängerin Song Zuying, die zusammen das Lied Flamme der Liebe sangen. Gefolgt wurden sie von einem weiteren Gesangsbeitrag von Wei Wei, Jackie Chan, Andy Lau, Joey Yung und Emil Chau, zu dem Vertreter der 56 Volksgruppen einmarschierten und tanzten. Nach knapp zwei Stunden ging die Schlussfeier der Olympischen Sommerspiele 2008 mit einem großen Feuerwerk zu Ende.

## Herausragende Sportler und Leistungen
| Rang | Sportler       | Land                   | Sportart  | Gold | Silber | Bronze | Gesamt |
| ---- | -------------- | ---------------------- | --------- | ---- | ------ | ------ | ------ |
| 1    | Michael Phelps | Vereinigte Staaten     | Schwimmen | 8    | —      | —      | 8      |
| 2    | Chris Hoy      | Vereinigtes Königreich | Radsport  | 3    | —      | —      | 3      |
| 2    | Stephanie Rice | Australien             | Schwimmen | 3    | —      | —      | 3      |
| 2    | Zou Kai        | Volksrepublik China    | Turnen    | 3    | —      | —      | 3      |

Der mit Abstand erfolgreichste Sportler dieser Olympischen Spiele war der US-amerikanische Schwimmer Michael Phelps; er startete in acht Disziplinen, gewann acht Goldmedaillen und stellte dabei sieben Weltrekorde sowie einen weiteren olympischen Rekord auf. Damit übertraf er den olympischen Medaillenrekord von Mark Spitz, der bei den Olympischen Sommerspielen 1972 in München sieben Goldmedaillen gewonnen hatte. Außerdem wurde Phelps wegen seiner acht Medaillen und der sechs bei den Olympischen Sommerspielen 2004 errungenen zum erfolgreichsten Olympioniken aller bisherigen Spiele. Solche medaillenreichen Erfolge sind fast nur beim Schwimmen möglich.
Dreifache Olympiasieger wurden der britische Bahnradsportler Chris Hoy, die australische Schwimmerin Stephanie Rice und der chinesische Turner Zou Kai. Ein weiterer herausragender Sportler war der jamaikanische Sprinter Usain Bolt, der jeweils Gold im 100-Meter-Lauf als auch im 200-Meter-Lauf gewann. Sein Sieg mit der 4-mal-100-Meter-Staffel und der dabei aufgestellte neue Weltrekord wurden hingegen nachträglich wieder aberkannt (→ Abschnitt Doping).
Insgesamt wurden bei diesen Olympischen Spielen 45 Weltrekorde erzielt, davon 25 im Schwimmen (siehe Weltrekorde bei den Olympischen Sommerspielen 2008). Bei den späteren Nachuntersuchungen konnte festgestellt werden, dass einige dieser Rekorde durch gedopte Sportler zustande gekommen waren.

## Doping
Am 18. August 2008 wurde die griechische Olympiasiegerin von 2004 im 400-Meter-Hürdenlauf, Fani Chalkia, wegen Dopings durch das IOC von der Teilnahme ausgeschlossen. Bei ihr wurde das künstliche Steroid Methyltrienolon bei einem Test durch die Welt-Anti-Doping-Agentur (WADA) nachgewiesen.
Weitere aufgedeckte Fälle sind bisher der nordkoreanische Schütze Kim Jong-su, dem eine Silber- und eine Bronzemedaille aberkannt wurden, die spanische Radsportlerin María Isabel Moreno und die vietnamesische Turnerin Thi Ngan Thuong Do.
Ein fünfter Dopingfall wurde am 20. August 2008 bekannt. Der ukrainischen Silbermedaillengewinnerin im Siebenkampf, Ljudmyla Blonska, wurde die Einnahme des verbotenen anabolen Steroids Methyltestosteron nachgewiesen. Am 21. August wurde sie von der Disziplinarkommission des IOC suspendiert, nachdem sich auch die B-Probe als positiv erwiesen hatte, und am 22. August disqualifiziert und von den Spielen ausgeschlossen.
Am 21. August 2008 wurden der deutsche Springreiter Christian Ahlmann mit seinem Pferd Cöster sowie drei weitere Springreiter anderer Nationen von den Spielen ausgeschlossen, da in den A-Proben ihrer Pferde die laut Reglement verbotene Substanz Capsaicin festgestellt wurde. Bei den anderen Springreitern handelte es sich um den Brasilianer Bernardo Alves, den Iren Denis Lynch und den Norweger Tony André Hansen.
Bei der Disqualifikation Hansens wurde dessen Ergebnis im Mannschaftswettbewerb als Streichresultat gewertet und die Bronzemedaille der Norweger ging stattdessen an die Schweiz. Die endgültige Entscheidung fällte der Weltreitverband Fédération Équestre Internationale (FEI) am 23. Dezember 2008.
Die beiden belarussischen Hammerwerfer Wadsim Dsewjatouski und Iwan Zichan wurden am 11. Dezember 2008 nachträglich wegen Dopings disqualifiziert. Der Silbermedaillengewinner Dsewjatouski und der Drittplatzierte Zichan mussten ihre Medaillen abgeben, da sie nach dem Hammerwurffinale in Peking positiv auf Testosteron getestet worden waren. Disqualifiziert wegen Dopings mit Clenbuterol wurde der polnische Kanute Adam Seroczyński, der im Zweier-Kajak über 1000 Meter ursprünglich den vierten Platz erreicht hatte.
Eine Beobachtergruppe unter Leitung von Sarah Lewis, der Generalsekretärin des Weltskiverbandes, wirft dem IOC schwere Verstöße bei den Dopingkontrollen vor. So würden 300 Dopingproben fehlen und das Ergebnis weiterer 140 seien geschönt worden. 102 Nationale Olympiakomitees sind ihrer Meldepflicht an das IOC nicht nachgekommen, Konsequenzen entstanden ihnen dabei nicht.
Von den 4770 Dopingtests, die in Peking vorgenommen wurden, sind in den Labors des IOCs 847 Proben im Frühjahr 2009 nachträglich auf Erythropoetin getestet worden. Diese Untersuchung der Proben ergab beim Olympiazweiten im Straßenrennen Davide Rebellin sowie beim Olympiasieger über 1500 Meter in der Leichtathletik Rashid Ramzi positive Ergebnisse.
Am 17. Mai 2016 gab das IOC bekannt, bei Nachkontrollen weitere 31 Sportler der Olympischen Sommerspiele 2008 des Dopings überführt zu haben.
Eine weitere Veröffentlichung zum Thema Nachkontrolle gab das IOC am 22. Juli 2016 heraus. Am 16. August 2016 gab das IOC bekannt, dass Julia Schermoschanskaja positiv auf die Anabolika Turinabol und Stanozolol getestet wurde. Der russischen 4-mal-100-Meter-Staffel wurde daraufhin die Goldmedaille aberkannt.
Im August 2016 wurde bekannt, dass die drei chinesischen Olympiasiegerinnen Cao Lei, Liu Chunhong und Chen Xiexia gedopt waren. Auch der bereits früher gedopte belarussische Silbermedaillengewinner Andrej Rybakou wurde erneut überführt. Ihnen allen droht nun die Aberkennung des ersten Platzes und die Streichung ihrer Ergebnisse. Die Gewichtheberin Nadeschda Jewstjuchina gewann damals Bronze in der Klasse bis 75 Kilogramm, ihre Teamkollegin Marina Schainowa Silber in der Klasse bis 58 Kilogramm. Disqualifiziert wurde auch die russische 400-Meter-Läuferin Tatjana Firowa. Sie holte Silber mit der Staffel, die schon vor einigen Wochen nach einem positiven Nachtest bei Anastasija Kapatschinskaja ausgeschlossen wurde. Auch der armenische Olympiadritte im Gewichtheben bis 69 Kilogramm, Tigran Martirosjan, fiel nachträglich mit einer positiven Probe auf, ebenso Alexandru Dudoglo aus Moldau, Neunter in der Klasse bis 69 Kilogramm, und Intigam Zairov aus Aserbaidschan, Neunter in der Klasse bis 85 Kilogramm.
Am 1. September 2016 wurde der kubanischen Diskuswerferin Yarelys Barrios ihre Silbermedaille aberkannt; es wurde die verbotene Substanz Acetazolamid nachgewiesen. Auch Sprinter Samuel Adelebari Francis (Katar/29) wurde aus den Ergebnislisten gestrichen; ihm wurde Doping mit Stanozolol nachgewiesen.
Am 6. Oktober 2016 gab das IOC bekannt, dass Anna Tschitscherowa nachträglich von den Olympischen Spielen 2008 disqualifiziert wurde, weil in einem Nachtest ihrer Dopingproben Spuren des Anabolikums Turinabol festgestellt wurden.
Am 25. Januar 2017 gab das IOC bekannt, die russische Weit- und Dreispringerin Tatjana Lebedewa und den jamaikanischen 4-mal-100-Meter-Staffelläufer Nesta Carter nachträglich des Dopings überführt zu haben und zu disqualifizieren. Bei Lebedewa, die im Weit- und Dreisprungwettbewerb jeweils eine Silbermedaille gewonnen hatte, wurde bei Nachtests das Dopingmittel Turinabol nachgewiesen. Carter, der gemeinsam mit Usain Bolt, Michael Frater und Asafa Powell die Goldmedaille mit der jamaikanischen 4-mal-100-Meter-Staffel gewonnen hatte, wurde nachträglich die Einnahme von Methylhexanamin nachgewiesen. Daraufhin wurde die gesamte jamaikanische Staffel disqualifiziert.

## Kritik und Probleme

### Menschenrechte
Bei internationalen Beobachtern stieß die Wahl Pekings durch das IOC auf verhaltenen Protest. Insbesondere die Vergabe der Spiele an ein Land mit einem niedrigen Standard an Menschenrechten wurde kritisiert. Amnesty International machte zuletzt im April 2008 auf die weltweit höchste Anzahl von vollstreckten Todesurteilen, auf Folter und die sogenannte Erziehung durch Arbeit, auf die vielfach praktizierten Haftstrafen ohne Prozess und Urteil, sowie die eingeschränkte Medienfreiheit aufmerksam. Im Dezember 2007 startete die Organisation in Berlin ihre Kampagne „Gold für Menschenrechte“, die inzwischen von zahlreichen Sportlern und Prominenten unterstützt wird.
Ende Juli 2008 wurde bekannt, dass China mit Billigung des IOC eine freie Internetrecherche im Olympia-Pressezentrum verhinderte. Chinakritische Seiten wie die von Amnesty International waren nicht aufrufbar. Nach internationalen Protesten gegen die Zensurmaßnahmen und massiver Kritik am IOC lockerte China die Zensurmaßnahmen, einzelne Webseiten wie die der BBC oder die englischsprachige Wikipedia waren wieder zugänglich. Entgegen der Zusage des Organisationskomitees BOCOG war eine ungehinderte Internetnutzung aber auch weiterhin nicht möglich.
Reporter ohne Grenzen plante einen Boykottaufruf wegen der in China herrschenden eingeschränkten Meinungs- und Pressefreiheit und wies auf die positiven Effekte früherer Olympiaboykotte hin. Nach dem ersten offiziellen China-Besuch im Januar 2007 und Treffen mit chinesischen Behörden sah die Organisation von einem Boykottaufruf ab. Gleichwohl prangert sie weiterhin die Unterdrückung von freier Rede und Menschenrechten in China an. Das Zentrum für Wohnrechte und Vertreibung COHRE kritisierte, dass wegen Bauvorhaben im Zusammenhang mit den Olympischen Sommerspielen in Peking 1,5 Millionen Menschen zwangsweise umgesiedelt wurden.
Der Künstler Ai Weiwei, der als künstlerischer Berater am Bau des Olympiastadions beteiligt gewesen war, kündigte im britischen Guardian sein Fernbleiben von der Eröffnungszeremonie an, um gegen die autokratische Herrschaft und den Mangel an Freiheit in China zu protestieren.

### Tibet-Politik
Weitere Boykottaufrufe von Menschenrechtsorganisationen und Prominenten beziehen sich auf die chinesische Besetzung Tibets und die Zusammenarbeit Chinas mit der sudanesischen Regierung ungeachtet des Darfur-Konflikts. Aus diesem Grund nahm Hollywoodregisseur Steven Spielberg im Februar 2008 seine Beteiligung bei der Eröffnungsfeier zurück. Die Vereinigung birmanischer Mönche All Burma Monks’ Alliance kündigt einen Boykottaufruf an für den Fall, dass China im UN-Sicherheitsrat wiederholt sein Veto-Recht einsetzen sollte, um eine Resolution gegen die Unterdrückung der Demonstrationen in Myanmar 2007 zu verhindern. Ende 2007 wurden die Weihnachtsferien vieler westlicher Journalisten dazu genutzt, Kritiker der Olympischen Spiele zu verhaften.
Am 22. März 2008 appellierten im Vorfeld der Olympischen Spiele 30 namhafte chinesische Intellektuelle an ihre Regierung, den Dialog mit dem Dalai Lama zu suchen und die Menschenrechte in Tibet zu respektieren. Auf dem Gelände des antiken Olympia in Griechenland wurde symbolisch ein eigenes tibetisches Feuer entzündet, das bis zur Eröffnung der Olympischen Spiele an die indisch-tibetische Grenze gebracht werden soll. Für die Fackelzeremonie in Olympia am 24. März 2008 (Ostermontag) waren massive Protestaktionen von Exiltibetern und Demonstranten aus vielen anderen Ländern weltweit geplant. Griechenland versuchte die Veranstaltung mit einem riesigen Aufgebot schwerbewaffneter Polizisten abzuschirmen. Wie erwartet kam es zu einem Zwischenfall bei der Fackelzeremonie: Drei schwarzgekleidete Pro-Tibet-Aktivisten verzögerten mit Schreien und schwarzen Fahnen das Entzünden des olympischen Feuers.

### Ökologische Aspekte
Einige Bedenken wurden wegen der Luftqualität in Peking und deren potenziellem Einfluss auf die Athleten geäußert. Zwar hatte Peking 2001 während der Kandidatur versprochen, die Luftverschmutzung zu senken, doch Untersuchungen zeigen, dass die Luftverschmutzung aus benachbarten Provinzen herübergeweht wird, selbst wenn die Stadt die Emissionen drastisch senken würde. Der Forscher Marco Cardinale, der für die British Olympic Association (BOA) tätig ist, geht davon aus, dass die Luftverschmutzung – gekoppelt mit Hitze und hoher Luftfeuchtigkeit – außergewöhnliche Leistungen in Ausdauersportarten unmöglich machen wird. Die chinesische Regierung hingegen nannte die Verlegung eines großen Stahlwerks als Beispiel ihrer Bemühungen, die Luftqualität zu verbessern. Sie versicherte auch, „ein blauer Himmel“ sei nicht nur für Peking eine Voraussetzung, sondern auch für die angrenzenden Regionen. Ein weitläufiger Olympiapark mit vielen Bäumen und Seen soll zudem als „grüne Lunge“ dienen.
Meteorologische Untersuchungen im April 2007 haben ergeben, dass basierend auf den Niederschlagsdaten der letzten 30 Jahre während der Eröffnungs- und der Schlussfeier eine 50-prozentige Wahrscheinlichkeit für Regen besteht. Aus diesem Grund ist der Einsatz von Hagelfliegern geplant, die durch das Versprühen von Silberiodid-Kügelchen den Regen frühzeitig auslösen sollen.
Für den Bau der Sportanlagen sollten rund 800.000 Kubikmeter Merbau-Holz aus Indonesien verarbeitet werden. Dieses Edelholz wächst dort fast nur noch in den Regenwäldern von West-Papua und wird meist illegal geschlagen; China ist heute der weltweit größte Abnehmer von illegal geschlagenem Holz. Das Pekinger Organisationskomitee untersagte angesichts internationaler Proteste die Verwendung von Tropenholz aus Primärwäldern.
Vor Beginn der Spiele soll ein stadtweites Netz von 200 Fahrradmietstationen mit 50.000 Fahrrädern in Betrieb genommen werden. Auf diese Weise will man neben der Luftverschmutzung und dem Verkehrskollaps auch dem Fahrraddiebstahl begegnen. Um die Belastung auf den Straßen zu verringern, die durch drei Millionen Autos entsteht, wurde in der Pekinger U-Bahn eine eigene Olympia-Linie eingerichtet. In den nächsten Jahren soll das U-Bahn-Netz noch weiter ausgebaut werden. Zusätzlich wurde für den Zeitraum der Olympischen Spiele ein tageweise wechselndes Fahrverbot für jeweils die Hälfte der in Peking zugelassenen Autos beschlossen.

### Korruption
Am 11. Juni 2006 wurde der Vizebürgermeister Pekings, Liu Zhihua, der für die Olympiabauten und die Vergabe von Grundstücken zuständig war, wegen Korruption entlassen. Offiziell wurde zwar sein „Lebenswandel“ mit Bordell-Besuchen für die Entlassung angeführt, aber dieses Verhalten ist in China so normal, dass die Medien andere Gründe dahinter vermuten. Es wird angenommen, dass es um Korruption im Zusammenhang mit der Vergabe von Bauaufträgen geht, da für mehr als 32 Milliarden Euro ein neuer Flughafenterminal in der Umgebung der Hauptstadt und in ihr neue U-Bahn-Strecken, Wohnsiedlungen, Wasser-, Kraft- und Klärwerke entstehen. Daneben werden auch noch die Sportstätten errichtet. Diesen Projekten müssen viele Bewohner der Hauptstadt weichen und bei den Entschädigungszahlungen kam es häufiger zu Unregelmäßigkeiten. Daneben ist das Verfahren der Vergabe von Bauaufträgen intransparent und die Besitzverhältnisse der Bauunternehmen nicht klar.
Wegen Korruption im Zusammenhang mit den Bauarbeiten wurde Liu Mitte Oktober 2008 zum Tode verurteilt. Ein Gericht in der Provinz Hebei sprach den 59-Jährigen schuldig, im Zusammenhang mit den Bauprojekten für die Olympischen Spiele Schmiergelder in Millionenhöhe angenommen zu haben. Das Gericht setzte die Vollstreckung des Todesurteils zunächst für zwei Jahre aus. Für gewöhnlich werden solche Todesurteile in China in lebenslange Haftstrafen umgewandelt. Den Angaben zufolge sah es das Gericht als erwiesen an, dass Liu zwischen 1999 und 2006 als Vizebürgermeister und als Direktor des Pekinger Wissenschaftsparks knapp 7 Millionen Yuan (rund 1,3 Millionen Euro) an Schmiergeldern angenommen hatte.

### Terrorismus
Im März 2008 wurde bekannt gegeben, dass Anschlagspläne gegen die Olympischen Spiele aufgedeckt worden seien. Extremisten aus dem mehrheitlich muslimischen, autonomen Gebiet Xinjiang hätten, so die staatliche Nachrichtenagentur Xinhua, bereits im Januar 2008 ein Attentat vorbereitet. Bei einer Razzia in der Gebietshauptstadt Ürümqi seien zwei Terrorverdächtige getötet und 15 verhaftet worden. Außerdem seien Schusswaffen, selbst gefertigte Sprengsätze und „extremistisches religiös-ideologisches Material“ beschlagnahmt worden. Kritiker wie der seinerseits umstrittene und als rechts angesehene deutsche Publizist Udo Ulfkotte entgegneten jedoch, dass die Terrorgefahr gering sei, Peking entsprechende Gefahren übertreibe und innenpolitisch instrumentalisiere. Die Politik richte sich dabei vor allem gegen das muslimische Turkvolk der Uiguren, das in Xinjiang für mehr Unabhängigkeit kämpft.
Zwei Wochen vor Beginn der Spiele, hatte nach Angaben der staatlichen chinesischen Medien die Polizei in Shanghai eine Terrorzelle ausgehoben. Das Anschlagsziel soll das Shanghai-Stadion gewesen sein. Cheng Jiulong, Chef des Shanghaier Sicherheitsbüros der staatlichen Nachrichtenagentur Xinhua, bestätigte: „Wir hatten Informationen erhalten, dass eine internationale Terroristengruppe während der Spiele wahrscheinlich eine Attacke gegen die Olympia-Sportstätte plante.“ Auf dieser Information basierend, startete die hiesige Polizei eine Razzia. In dem Stadion werden an neun Tagen zwölf Spiele ausgetragen.

### Visa
Gerüchte, dass China die Visumpolitik verschärft habe und seit Anfang April keine Mehrfacheinreisevisa mehr ausstelle, wurden von chinesischer Seite dementiert. Das IOC kommentierte diese Entscheidung nicht, da sie für die Durchführung der Spiele „irrelevant“ sei.
Trotzdem wurde bei einzelnen Personen das Visum entweder nicht erteilt oder wieder zurückgenommen, so auch am 6. August 2008 im Fall des Olympiasiegers von 2006 (Olympische Winterspiele) und Darfur-Aktivisten Joey Cheek. Ihm wurde etwa einen Tag vor der Abreise nach China seine Einreisegenehmigung entzogen.

## Berichterstattung
Die Rechte für die Fernsehübertragung in Deutschland lagen bei ARD und ZDF. Die beiden Sender nutzten außerdem ihre digitalen Programme (EinsFestival, EinsPlus, ZDFdokukanal und ZDFinfokanal) für weitere Live-Übertragungen, die nicht ins Hauptprogramm passten. Eurosport berichtete rund um die Uhr von den Olympischen Spielen. Anixe HD zeigte einzelne Sportarten im Abendprogramm in HDTV. In Großbritannien übertrug die BBC die Olympischen Spiele; in den USA war es die NBC, in der Schweiz waren es SRF 1 und SRF zwei. In Österreich wurden die Spiele vom ORF in HDTV ausgestrahlt.
Auf Kritik stieß der Beschluss des IOC, einige Wettbewerbe so anzusetzen, dass sie den Programmwünschen von NBC entsprachen, die 3,5 Milliarden Dollar für die Übertragungsrechte der Winter- und Sommerspiele 2000 bis 2008 bezahlt hatten. Die NBC forderte, dass beliebte Wettbewerbe wie Schwimmen, Leichtathletik, Basketball und Turnen während der Hauptsendezeit in den USA live übertragen werden sollten, um die Werbeeinnahmen zu maximieren. Dies bedingte eine Durchführung von Wettbewerben am Morgen (Pekinger Lokalzeit). Das IOC gab der Forderung bei Schwimmen und Turnen nach, lehnte sie bei Leichtathletik und Basketball ab. Für den Beschluss gab es einen Präzedenzfall: Während der Olympischen Sommerspiele 1988 in Seoul fanden einige Schwimm-, Leichtathletik- und Turnentscheidungen am Morgen statt. Außerdem wurden bei den Olympischen Sommerspielen 1996 in Atlanta einige Turnentscheidungen in den Nachmittag vorverlegt, um die europäische Prime Time zu berücksichtigen.
Vor der Vergabe der Spiele an Peking wurde der olympischen Evaluierungskommission noch versprochen, „dass es keine Einschränkung der Medienberichterstattung und der Bewegung von Journalisten bis, zu und während der Spiele geben wird.“ China Daily schrieb sogar: „Journalisten können schreiben was immer sie wollen, wenn Peking die 2008er-Spiele abhält.“ Reporter ohne Grenzen bezweifelte jedoch schon damals, dass Chinas Zusagen in der Presse und an das IOC eingehalten würden.
Tatsächlich zensierte die chinesische Staatsführung die Presse während der Olympischen Sommerspiele. So verbot sie Liveaufnahmen vom Tian’anmen-Platz, dem Ort des Massakers von 1989. Für Journalisten gab es keinen ungehinderten Internetzugang. Die Reisefreiheit von Journalisten war eingeschränkt. Die Berichterstattung über Trainingsmethoden in China wurde behindert. Daneben wurde das IOC kritisiert, weil es eine 48 Seiten umfassende Einweisung für den internen Gebrauch veröffentlichte. Dieser „Beijing Briefing Kit“ empfahl unter anderem, bei kritischen Fragen von Journalisten auszuweichen und zu Kernbotschaften zurückzukehren, die mit der Frage inhaltlich nichts zu tun haben.